# Sutura parietomastoidiană
Sutura parietomastoidiană (Sutura parietomastoidea) este o sutură între marginea inferioară (solzoasă) a osului parietal și procesul mastoidian al osului temporal.